# 松田尚樹
松田 尚樹（まつた なおき、1994年4月11日 - ）は、日本の俳優である。
埼玉県出身。劇団日本児童所属。

## 出演

### その他のテレビ番組
- 科学大好き土よう塾（2007年、NHK教育）

### CM
- 永谷園 煮込みラーメン（2005年）
- エバラ 和風おろしソース（2007年）

### 吹き替え
- シャギー・ドッグ
- スパイダーマン3

### 舞台
- 新三国志 (2003年）

### ネットシネマ
- 探偵事務所5 - サキヤマ 役